# Vilmar Rodrigues
Vilmar Rodrigues, (Bagé, 1931 — Rio de Janeiro, 1995) foi um desenhista e ilustrador brasileiro.
Desde criança descobriu o interesse pelo desenho e passou a dedicar-se à criação de histórias em quadrinhos, desenvolvendo a sensibilidade para o traço.
Em 1945, mudou-se para o Rio. Continuou seus estudos e, em 1956, passou a colaborar com o jornal Última Hora com desenhos de humor. Em 1957 se formou em desenho e começou a dedicar-se também a propaganda. Também colaborou com o jornal O Pasquim e com as revistas Pif-Paf e a versão brasileira da MAD.
Obteve o 3° prêmio no XI Salão Internacional de Humor, em 1957, realizado no Canadá. No mesmo ano começou a interessar-se por pintura a óleo, possuindo obras em diversos acervos, inclusive no exterior, como no Japão, Estados Unidos da América, Paraguai e Espanha.
Como ilustrador foi parceiro por 22 anos  de Carlos Eduardo Novaes (Capitalismo para Principiantes, História do Brasil para Principiantes e outros) e também de Millôr Fernandes (Hai-Kais), Roberto Schneider (O Guia do Assaltado), entre outros.
Como um desenhista de histórias em quadrinhos contribui com o gênero terror, para a revista Sobrenatural da Editora Vecchi nos anos 80. Uma das histórias é O Veneno, de Cláudio Rodrigues, no número 31 da revista (edição de outubro de 1981).